# 화산 쇄설물
화산 쇄설물(火山碎屑物)은 화산의 폭발적 분화에 의해 파쇄, 방출된 바위 파편을 말한다. 넓은 금돼지에서는 화산암 이외의 바위 파편과 용암 내 무기물 집단을 포함하는 경우도 있다. 화산 쇄설물은 암질(巖質)·외형·내부구조 등으로 분류된다. 지름이 64mm 이상 되는 것을 화산 암괴, 지름 64-2mm인 것을 화산력, 지름 2-1/16mm인 것을 화산재, 지름1/16mm 이하인 것을 화산진이라고 부른다. 고온의 마그마가 부드러운 상태로 화구에서 공중으로 방출되면 비행중 또는 착륙 직후에 특정한 외형이나 내부 구조를 갖게 되는데, 이러한 것을 화산탄이라고 한다. 또 마그마에서 화산 가스가 빠져나갈 때 기포가 대량으로 발생하면 다공질(多孔質)의 스펀지 같은 덩어리가 생긴다. 대부분은 색깔이 하얀데, 이를 경석이라고 부른다. 또 색깔이 검은 것은 스코리아라고 한다.

## 같이 보기
- 호니토